# Polemon christyi
Polemon christyi (східна змієїдна змія) — вид отруйних змій родини земляних гадюк (Atractaspididae). Мешкає в Центральній і Східній Африці. Вид названий на честь англійського лікаря Катберта Крісті.

## Поширення і екологія
Східні змієїдні змії мешкають на сході Демократичної Республіки Конго, на півночі Замбії, на північному сході Анголи, на заході Кенії і Танзанії, в Уганді, Руанді і Бурунді. Вони живуть на галявинах тропічних лісів, в рідколіссях і лісистих саванах, на висоті від 600 до 1700 м над рівнем моря. Живляться зміями, зокрема представниками свого виду. Відкладають яйця.